# Mont Polley
Le mont Polley (en anglais : Mount Polley) est une montagne s'élevant à 1 255 m d'altitude dans la région de Cariboo, dans la province de Colombie-Britannique, au Canada.
Le 4 août 2014, lors de la catastrophe du Mont Polley, un bassin de décantation d'une mine d'or et de cuivre s'est déversé à la suite de la rupture d'un barrage.